# Stortjärnen (Hede socken, Härjedalen, 692725-137153)
Stortjärnen är en sjö i Härjedalens kommun i Härjedalen och ingår i Ljusnans huvudavrinningsområde.